# Tamer Bayoumi
Tamer Bayoumi (àrab: تامر بيومي)  (Alexandria, 12 d'abril de 1982) és un taekwondista egipci que va competir durant les dècades del 2000 i 2010.
El 2004 va prendre part en els Jocs Olímpics d'Estiu d'Atenes, on va guanyar la medalla de bronze en la prova del pes mosca del programa de taekwondo. El 2012, als Jocs de Londres, fou l'abanderat egipci en la cerimònia de clausura, mentre en la prova del pes mosca quedà eliminat en quarts de final.
En el seu palmarès també destaca una medalla de bronze al Campionat del Món de 2007.